# Бенедикс, Эрих Хайнц
Эрих Хайнц Бенедикс (нем. Erich Heinz Benedix, 1914—1983) — немецкий ботаник-криптогамист (миколог и бриолог).

## Биография
Родился 13 августа 1914 года в Дрездене в семье директора школы. По окончании в 1934 году Дрезденской технической высшей школы поступил во Фрайбургский университет. В 1936 году перешёл в Йенский университет. Посещал лекции Фридриха Тоблера, Отто Реннера, Теодора Герцога. С 1941 года Бенедикс был членом Германского микологического общества.
Диссертация Бенедикса была посвящена видам рода Cololejeunea из Индомалайской зоны, написана в 1947 году, издана в 1953 году. В ней Эрих Хайнц выделил 14 новых видов рода.
После защиты диссертации Бенедикс стал изучать микологию, в основном — систематику аскомицетов. Преподавал в Технической высшей школе Дрездена, затем работал научным сотрудником Института исследований сельскохозяйственных культур в Гатерслебене. В 1957—1963 годах он был одним из главных редакторов микологического журнала Zeitschrift für Pilzkunde.
Скончался Эрих Хайнц Бенедикс 11 марта 1983 года.
Гербарные образцы мхов, собранные Бенедиксом, хранятся в Йенском университете, образцы грибов — в Мюнхенском ботаническом саду.

## Некоторые научные публикации
- Benedix, E.H. Indomalayische Cololejeuneen. — Berlin, 1953. — 88 p.
- Benedix, E.H. et al. Urania Pflanzenreich. — Leipzig, 1974—2000.

## Виды растений, названные в честь Э. Бенедикса
- Cololejeunea benedixii Tixier, 1977, nom. inval. [= Cololejeunea schmidtii Steph., 1902]